# Bolovăniș, Bacău
Bolovăniș (în maghiară Bálványospataka) este un sat în comuna Ghimeș-Făget din județul Bacău, Transilvania, România. La recensământul din 2002 avea o populație de 1.011 locuitori.